# Conistra brunneospadicea
Conistra brunneospadicea là một loài bướm đêm trong họ Noctuidae.